# Guilty Pleasure (sång)
"Guilty Pleasure" är den första singeln från albumet ¡Viva La Cobra! av bandet Cobra Starship. Producenten och Fall Out Boy-sångaren, Patrick Stump, körar i låten.

## Video
Musikvideon till singeln spelades in den 26 oktober 2007 och regisserades av Victoria Asher, bandets keytarist.

## Annat
- Originaltiteln, If the World Is Ending, We're Throwing the Party, är en rad från denna låten.
- Patrick Stump från Fall Out Boy kan höras i låten som kör.